# Assata Shakur
Assata Olugbala Shakur, född 16 juli 1947 i Jamaica, Queens, som Joanne Deborah Byron, är en amerikansk, numera troligtvis bosatt i Kuba, kommunist som var medlem i Svarta pantrarna och Black Liberation Army (BLA). Mellan 1971 och 1973 jagades Shakur av flera delstater i USA. I maj 1973 var Shakur inblandad i en skottlossning med polisen på New Jersey Turnpike, där statspolisen Werner Foerster och BLA-medlemmen Zayd Malik Shakur dödades samt Shakur och polisen James Harper skadades. 1977 dömdes Shakur för mord på Foerster och sju andra lagöverträdelser. Mellan 1973 och 1977, åtalades Shakur för sju andra händelser; mord, mordförsök, väpnade rån, bankrån och kidnappning - vilket resulterade i tre frikännanden, tre ogillanden och ett tillfälle där juryn inte kunde enas.
Shakur satt sedan på flera fängelser. Hon lyckades rymma 1979 och beviljades politisk asyl på Kuba där hon bor sedan 1984. Den 2 maj 2005 klassade FBI henne som inhemsk terrorist och utfäste en belöning på 1 miljon dollar i belöning för hennes tillfångatagande. Försök att få henne utlämnad har inbegripit skrivelser till påven och USA:s kongress. Shakur var gudmor till Tupac Shakur och hennes liv har beskrivits i litteratur, film, och musik.

## Uppväxt
För det mesta ses 16 juli 1947 som hennes födelsedag, men enligt FBI har hon också använt den 19 augusti 1952 som födelsedatum. Hon föddes i Queens i New York där hon bodde i tre år med sina föräldrar och farföräldrar, Lula och Frank Hill. Efter att hennes föräldrar skildes 1950, tillbringade hon större delen av sin barndom i Wilmington, North Carolina med sin mormor fram till dess att hennes familj flyttade till Queens när hon var tonåring. Hon rymde hemifrån och levde en tid med främlingar tills hon togs hem av sin faster, Evelyn Williams, senare hennes advokat. Hon hoppade av gymnasiet, men tog senare med sin mosters hjälp en general equivalency diploma (GED). Hon gick på Borough of Manhattan Community College och senare också på City College of New York i mitten av 1960-talet, där hon först började engagera sig politiskt.
Shakur greps för första gången 1967 (tillsammans med 100 andra studenter från Manhattan Community College), för olaga intrång, efter att de kedjat och låst ingången till en collegebyggnad i protest mot att läroplanen var bristfällig vad gäller Black Studies och bristen på svarta fakulteten. Hon gifte sig med Louis Chesimard, en aktivist och student vid CCNY i april 1967 men skilde sig från honom i december 1970 på grund av meningsskiljaktigheter angående könsroller. Shakur ägnar bara ett stycke i sin självbiografi åt sitt äktenskap.
Efter examen från CCNY när hon var 23 år, gick Shakur med i Svarta pantrarna där hon så småningom blev en ledande medlem i filialen i Harlem. Innan hon gick med i Svarta pantrarna hade hon träffat flera medlemmar på en resa till Oakland i Kalifornien 1970. Shakur ägnade sig huvudsakligen åt ett program där Pantrarna delade ut frukost till skolbarn men lämnade denna verksamhet för att gå med i Black Liberation Front. Hon ändrade samtidigt sitt namn till Assata Shakur. 1971 anslöt sig Shakur också till Republiken nya Afrika. Shakur klagade över det könsstereotypa machobeteendet hos manliga medlemmar i dessa organisationer. Hennes främsta kritik mot organisationerna var dock det som hon tyckte var en brist på fokusering på svart historia:
| ”               | The basic problem stemmed from the fact that the BPP had no systematic approach to political education. They were reading the Red Book but didn't know who Harriet Tubman, Marcus Garvey, and Nat Turner were. They talked about intercommunalism but still really believed that the Civil war was fought to free the slaves. A whole lot of them barely understood any kind of history, Black, African or otherwise. [...] That was the main reason many Party members, in my opinion, underestimated the need to unite with other Black organizations and to struggle around various community issues | „ |
| – Assata Shakur | |   |

## Anklagelse och efterlysning
Den 6 april 1971 sköts Shakur i magen efter ett bråk med en gäst på Statler Hilton Hotel på Midtown Manhattan och greps, av flera anledningar. Enligt polisen knackade Shakur på dörren till ett rum som beboddes och frågade om det var fest där. Gästen sade att det inte var någon fest. Shakur ska sen ha dragit fram en revolver och ett bråk utbröt, varvid hon blev skjuten. 
 Hon togs in av polisen bland annat på grund av anklagelser om rånförsök och olaga vapeninnehav för att sedan släppas mot borgen.
Efter ett bankrån den 23 augusti 1971 i Queens, söktes Shakur av polisen, och ett fotografi av en kvinna (som senare skulle påstås vara Shakur) med tjocka kantade svarta glasögon, en högt uppsatt frisyr och med en dragen pistol fanns överallt i banker och helsidesannonser betalda av New York Clearing House Association. Den 21 december 1971 namngavs Shakur som en av fyra som misstänktes av polisen i en handgranatattack som förstörde en polisbil och lindrigt skadade två polismän i Maspeth, Queens; en efterlysning gjordes tre dagar efter attacken, när ett vittne hade identifierat Shakur och Andrew Jackson från fotografier från FBI. Representanter för polisen i Atlanta sade att Shakur och Jackson hade levt tillsammans i flera månader i Atlanta, Georgia sommaren 1971.
Shakur var en av dem som efterlystes för förhör på grund av ett tillfälle då en polis skadades i Brooklyn 26 januari 1972 . Efter ett bankrån i Brooklyn den 1 mars 1972 där rånarna fick med sig $89,000. Polisen ville också ha tag i Shakur för förhör efter ett annat bankråk i Bronx den 1 september 1972. Msgr. John Powis menade att Shakur deltog i rånet mot en kyrka i Brownsville, Brooklyn den 14 september 1972.
1972 var Shakur efterlyst över hela USA sedan FBI pekat ut henne som den "revolutionära modershönan" för en BLA-cell som påståtts ha genomfört en rad mord på poliser i New York, inklusive mordet på poliserna Joseph Piagentini och Waverly Jones den 21 maj 1971 och Gregory Foster och Rocco Laurie den 28 january 1972. Shakur anklagades för att ha varit direkt involverad i morden på Foster och Laurie samt indirekt varit involverad i morden på Piagentini och Jones. Vissa ville till och med gå längre och menade att Shakur de facto var ledaren och "Black Liberation Armys själ" efter att den andra grundaren av gruppen, Dhoruba Moore blivit gripen.
Den 17 februari 1972, när Shakur identifierades som en av fyra BLA-medlemmar på en kort resa till Chattanooga, Tennessee, eftersöktes Shakur (tillsammans med Robert Vickers, Twyman Meyers, Samuel Cooper och Paul Stewart) med anledning av polismord vid ett bankrån i Queens och en granatattack. Shakur pekades ut som en av sex misstänkta för bakhåll på fyra poliser, två i Jamaica, Queens, och två i Brooklyn— den 28 januari 1973, trots att mördarna tidigare hade identifierats som män.  sedan hon hade gripits åtalades hon aldrig för de brott hon efterlystes för.

## I fängelset
Efter skotten vid Turnpike, satt Shakur i ett fängelse i New Jersey State Reception and Correction center i Yardville, Mercer County i New Jersey men flyttades senare till Rikers Island Correctional Institution for Women i New York där hon hölls i isoleringscell i 21 månader. Shakurs enda dotter, Kakuya Shakur, föddes under rättegången, närmare bestämt den 11 september 1974 på den slutna psykiatriska avdelningen på Elmhurst General Hospital i Queens, där Shakur stannade ett par dagar innan de återvände till Rikers Island. I sin självbiografi hävdar Shakur att hon blev misshandlad och fastspänd av flera vårdare efter att ha vägrat en läkarundersökning från en fängelseläkare kort efter förlossningen.
Efter ett bombhot mot domare Appleby och Sheriff Joseph DeMarino ljög de för pressen om det exakta datumet hennes överföring till Clinton Correctional Facility for Women av säkerhetsskäl. Hon förflyttades också från Clinton Correctional Facility for Women till ett specialområde i Youth Correction and Reception Center, där hon var den enda kvinnliga fången, på grund av "säkerhetsskäl". När Kunstler tog på sig Shakurs fall (innan han träffade henne), beskrev han hennes cell som "adekvat" vilket nästan ledde till hans avsked som hennes advokat. Den 6 maj 1977 nekade domare Clarkson Fisher Shakurs begäran om förflyttning tillbaka till Clinton Correctional Facility for Women.
Den 8 april 1978 förflyttades Shakur till Alderson Federal Prison Camp i Alderson, West Virginia där hon träffade den puertoricanska nationalisten Lolita Lebron och Mary Alice, en katolsk nunna, som presenterade befrielseteologi för henne. På Alderson satt Shakur på en enhet med maximal säkerhetsnivå, där såväl medlemmar i Aryan Sisterhood som Sandra Good och Lynette "Squeaky" Fromme (tillhörande Charles Mansons sekt) satt.

Den 31 mars 1978, sedan den högsta säkerhetsnivån lagts ner, förflyttades Shakur till Clinton Correctional Facility for Women i New Jersey. Enligt hennes advokat, Lennox Hinds, så "understates the awfulness of the condition in which she was incarcerated", vilket innebär att omständigheterna på fängelset var usla. Hinds menar att 
| ” | in the history of New Jersey, no woman pretrial detainee or prisoner has ever been treated as she was, continuously confined in a men's prison, under twenty-four hour surveillance of her most intimate functions, without intellectual sustenance, adequate medical attention, and exercise, and without the company of other women for all the years she was in custody. | „ |

## Filmer och musik till stöd för Shakur
En dokumentärfilm om Shakur, Eyes of the Rainbow, skriven och regisserad av den kubanska filmskaparen Gloria Rolando, kom 1997 National Conference of Black Lawyers och Mos Def är två av de olika organisationer och underhållare som stödjer Shakur; "Hands Off Assata" kampanjen organiseras av Dream Hampton. Digable Planets, Paris ("Assata's Song"), Public Enemy och X-Clan har spelat in liknande sånger om Shakur.
Den 12 december 2006 sa kanslern för New York Citys universitet, Matthew Goldstein, att ordföranden för City College of New York, Gregory H. Williams, att ta bort "otillåtna och olämpliga" benämningen av deras studentcenter ("Guillermo Morales/Assata Shakur Community and Student Center"). Centret namngavs 1989, när en studentgrupp vann rätten att använda rummet efter att universitetsområdet stängdes ner på grund av föreslagna undervisningsökningar En student och olika alumnigrupper stämde därefter universitetet
1995 döpte Manhattan Community College om ett stipendium uppkallat efter Shakur, efter en kontrovers 2008 var Shakur en del i en kurs om "Afro-amerikanska hjältar" tillsammans med Harriet Tubman, Sojourner Truth, John Henry, Malcolm X och Angela Davis på Bucknell University. Rutgers Universitys professor H. Bruce Franklin, som använder en del av Shakur's bok i en kurs om brott och straff kallar henne en "revolutionär kämpe mot imperialism"
Shakur florerar fortfarande inom polisen i New Jersey. Till exempel stämde den före detta polismannen Anthony Reed kåren på grund av, men inte enbart, en affisch på Shakur modifierad för att inkludera Reeds emblemnummer. Det var en incident som Reed ansåg vara ""racist in nature".